# Šumná (Litvínov)
Šumná, bis 1947 Raušengrund (deutsch Rauschengrund) ist ein Ortsteil von Litvínov in Tschechien.

## Geographie

### Lage

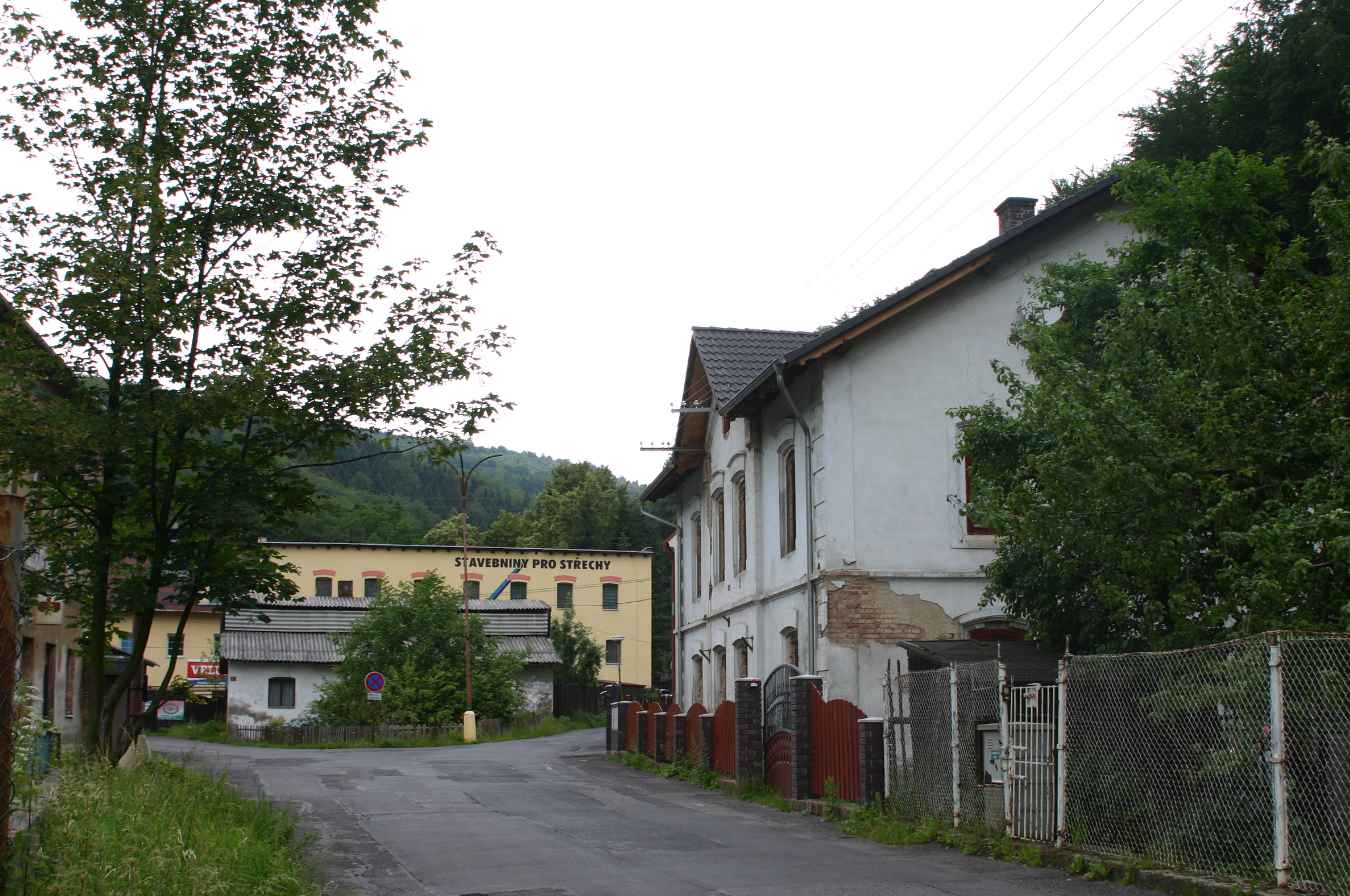
Ortszentrum von Šumná

Šumná liegt anderteinhalb Kilometer nordwestlich von Horní Litvínov am Südabfall des Erzgebirges. Die Ortslage erstreckt sich umgeben von Wäldern im Kerbtal des Baches Bílý potok (Weißbach, früher Goldfluß). Nördlich erheben sich der Černý vrch (Schwarzer Berg, 889 m), der Kühberg (865 m), der Studenec (Höllberg, 878 m) und die Loučná (Wieselstein, 956 m) sowie nordwestlich der Holubí vrch (Nitschenberg, 716 m).
Nachbarorte sind Meziboří im Norden, Dlouhá Louka und Hrad Osek im Nordosten, Litvínov Osada im Osten, Horní Litvínov im Südosten, Chudeřín im Süden, Písečná im Südwesten, Křížatky, Lounice und Horní Ves im Westen sowie Sedlo und Rašov im Nordwesten.

### Ortsgliederung
Zum Katastralbezirk Šumná u Litvínova gehören neben Šumná auch die Ortschaften Horní Ves und Písečná.

## Geschichte
Die erste schriftliche Erwähnung der zur Herrschaft Oberleutensdorf gehörigen Ansiedlung Rauschengrund erfolgte 1570. Im Jahre 1589 erwarb Wenzel von Lobkowicz die Herrschaft, 1642 gelangte sie durch Heirat an die Grafen von Waldstein. 1680 erhob Johann Friedrich von Waldstein die Herrschaften Dux und Oberleutensdorf zum Familienfideikommiss. Die Wasserkraft des Goldflusses trieb mehrere Mühlen und einen Waffenhammer an. Der Chemnitzer Kaufmann August Wilhelm Marbach ließ 1828 in dem Tal eine mechanische Spinnerei anlegen, die durch ein Wasserrad angetrieben wurde; am 31. Juli 1831 nahm die Fabrik den Betrieb auf.
Im Jahre 1831 bestand Rauschengrund aus 19 Häusern mit 113 deutschsprachigen Einwohnern. Im Ort gab die Baumwollgarnspinnerei A.W. Marbach & Comp., den Eisenhammer Anton Helmschmiedt, zwei Mahlmühlen, eine Brettmühle, eine Ölmühle und eine Strumpfwalke. Pfarrort war Ober-Leitensdorf. Bis zur Mitte des 19. Jahrhunderts blieb Sandel der Fideikommissherrschaft Dux untertänig.

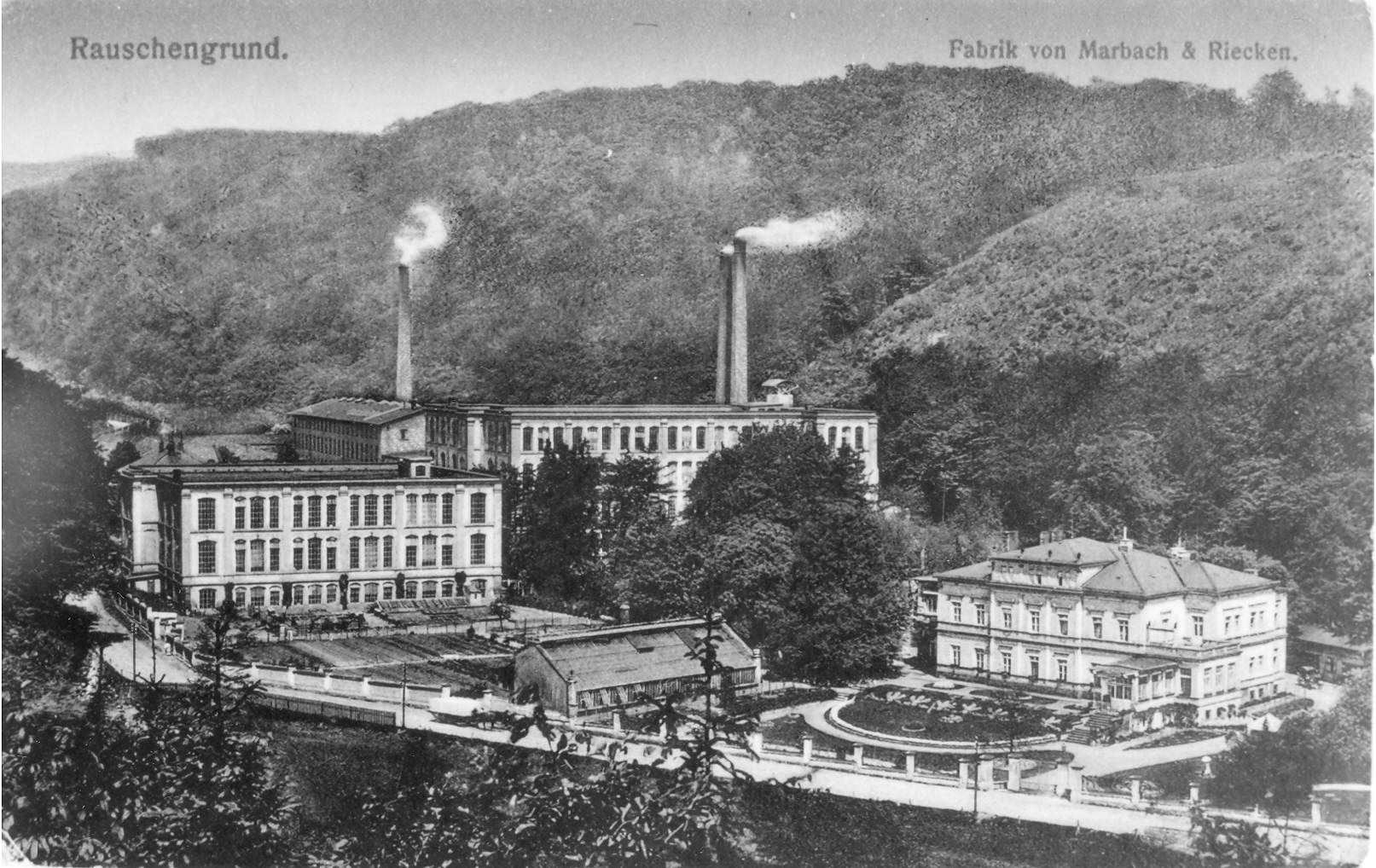
Fabrik von Marbach & Riecken (um 1900)

Nach der Aufhebung der Patrimonialherrschaften bildete Rauschengrund ab 1850 einen Ortsteil der Gemeinde Oberleutensdorf im Leitmeritzer Kreis und Gerichtsbezirk Brüx. Ab 1868 gehörte das Dorf zum Bezirk Brüx. Nach dem Eintritt von Konrad Riecken als Kompagnon firmierte die Baumwollspinnerei und Weberei unter dem Namen Marbach & Riecken. Heinrich Riecken, ein Sohn von Konrad Riecken, war Gründer des Mozart-Orchesters in Oberleutensdorf. 1895 wurde die um die Fabrik führende Straße nach Oberleutensdorf an den Bach westlich der Fabrik verlegt und nach Plänen des Oberleutensdorfer Baumeisters Franz Nuska ein zweites Spinnereigebäude sowie ein neuer Websaal mit Sheddach angebaut. Nachdem 1905 die alte Spinnerei niedergebrannt war, erfolgte ihr Neuaufbau ebenfalls unter Leitung von Nuska. Die Bevölkerungsexplosion im benachbarten Nordböhmischen Becken zum Ausgang des 19. Jahrhunderts berührte Rauschengrund wegen der durch die Enge des Tales eingeschränkten Erweiterungsmöglichkeiten nur mäßig. Ab 1905 gehörte das Dorf zum neugebildeten Gerichtsbezirk Oberleutensdorf. Nachdem das Dorf 1908 seine Eigenständigkeit beantragt hatte, wurde 1913 die Bildung der Gemeinde Rauschengrund mit den Ortsteilen Oberdorf und Sandl bewilligt.
In den 1920er Jahren war die arbeitende Bevölkerung größtenteils bei Marbach & Riecken bzw. in den örtlichen Sägewerken beschäftigt waren. In Folge des Münchner Abkommens wurde Rauschengrund 1938 dem Deutschen Reich zugeschlagen und gehörte bis 1945 zum Landkreis Brüx. 1939 hatte die Gemeinde 440 Einwohner. Nachdem in Folge des „totalen Krieges“ die meisten Arbeiter der Marbach & Riecken AG zum Kriegsdienst eingezogen worden waren, wurde die Produktion zwischen 1942 und 1945 durch den Einsatz von insgesamt 287 ausländischen Zwangsarbeitern aufrechterhalten. Nach dem Ende des Zweiten Weltkrieges kam Rauschengrund zur Tschechoslowakei zurück und die deutschböhmische Bevölkerung wurde vertrieben.
Im Jahre 1947 wurde das Dorf in Šumná umbenannt und im selben Jahre nach Horní Litvínov eingemeindet. Ab 1949 bildete Šumná den Stadtteil Litvínov V der Stadt Litvínov. Die seit 1634 nachweisliche Glockner-Mühle war das älteste Gebäude des Dorfes; sie wurde Ende der 1940er Jahre abgebrochen. Zu der Mühle gehörte die 1835 erstmals erwähnte Kapelle Ecce homo; ihr Abriss erfolgte 1951, die hölzerne Heiligenfigur gelangte in ein Museum.
Für das derzeit leerstehende Fabrikareal von RICO Šumná, ehemals Marbach & Riecken, wurde 2009 ein Nutzungskonzept erstellt, das eine Nutzung zu Wohn-, Schul- und kulturellen Zwecken vorsieht.

## Entwicklung der Einwohnerzahl
| Jahr | Einwohnerzahl |
| ---- | ------------- |
| 1869 | 209           |
| 1880 | 248           |
| 1890 | 287           |
| 1900 | 370           |
| 1910 | 371           |

| Jahr | Einwohnerzahl |
| ---- | ------------- |
| 1921 | 347           |
| 1930 | 337           |
| 1950 | 241           |
| 1961 | 355           |
| 1970 | 273           |

| Jahr | Einwohnerzahl |
| ---- | ------------- |
| 1980 | 91            |
| 1991 | 96            |
| 2001 | 75            |
| 2011 | 214           |

## Sehenswürdigkeiten
- Šumný důl (Rauschengrund), das vom Bílý potok gebildete Tal ist eines der längsten und tiefsten Kerbtäler am Südhang des Osterzgebirges. Nördlich von Meziboří zweigt das Seitental Pekelské údolí (Höllengrund) ab.
- Torso des Gedenksteins für die Gefallenen des Ersten Weltkrieges aus Rauschengrund, Oberdorf und Sandl
- Fabrikgebäude der Marbach & Riecken AG einschließlich Fabrikantenvilla, Kulturdenkmal

## Persönlichkeiten
- Heinz Kühner (1920–1960), Schauspieler und Regieassistent